# Pays de Buch
Pour les articles homonymes, voir Buch.
Le pays de Buch (prononcé [byʃ] ; Lo País de Bug, en occitan gascon) est l'un des nombreux pays qui constituent les Landes de Gascogne. Il s'étend sur 17 communes autour du bassin d'Arcachon et du val de l'Eyre, du Porge au nord à La Teste-de-Buch au sud, en passant par Belin-Béliet à l'est.

## Géographie
Situé dans le sud-ouest du département de la Gironde, le pays de Buch est bordé au nord par les Landes du Médoc, à l'est par les Landes de Bordeaux et la Grande Lande, à l'ouest par l'océan Atlantique sur lequel s'ouvre le bassin d'Arcachon et au sud par le pays de Born.

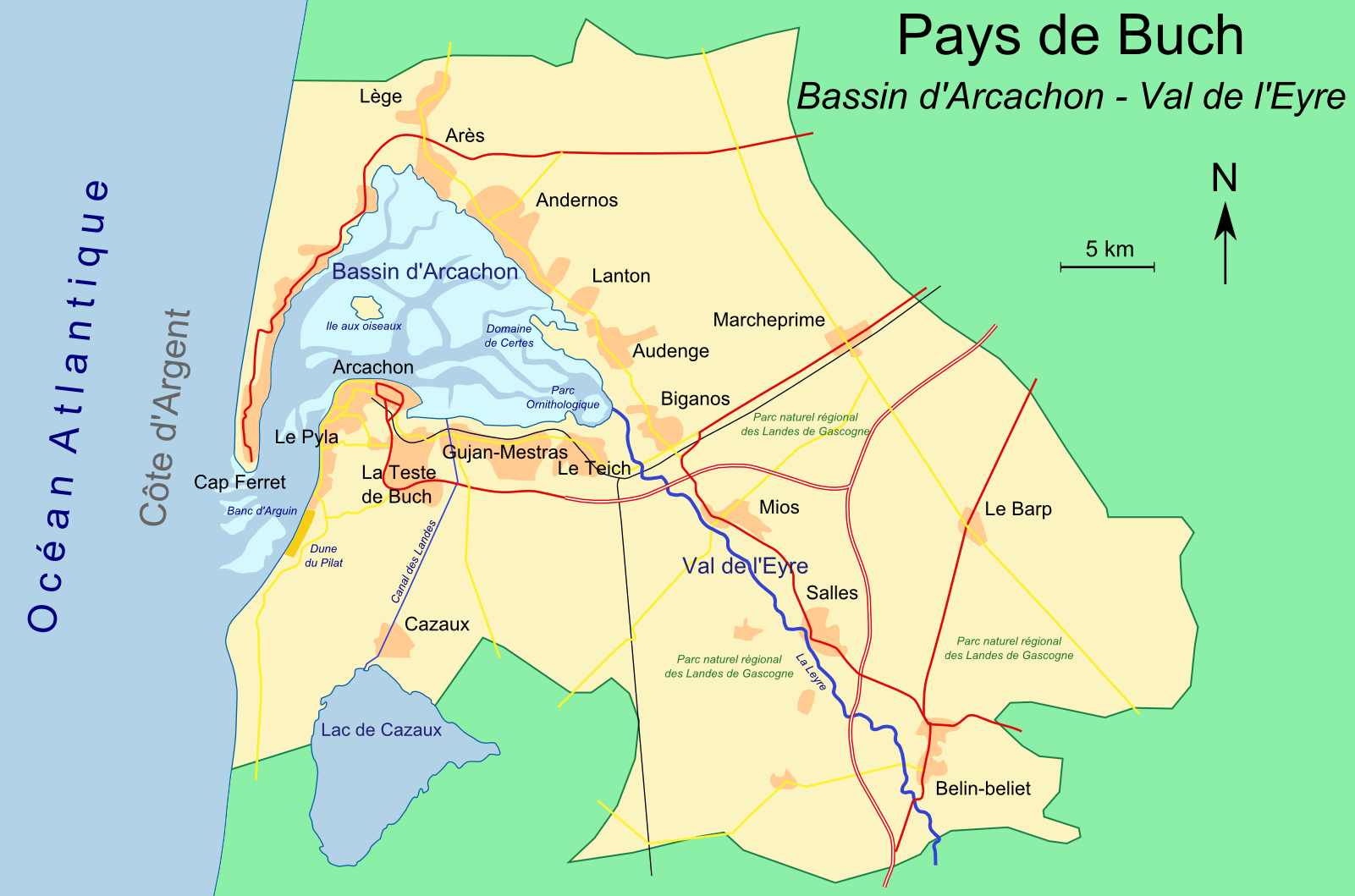
Carte du pays de Buch et du bassin d'Arcachon.

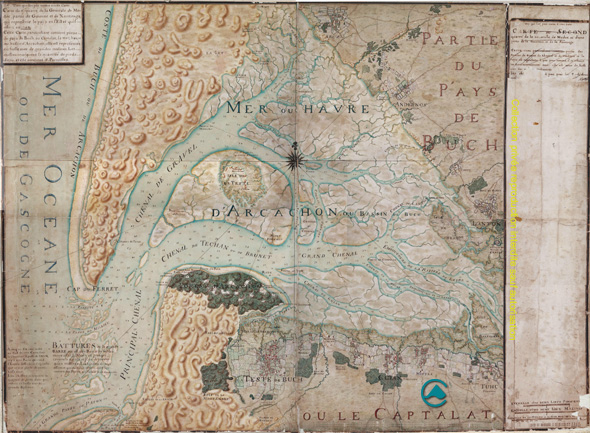
Carte de Claude Masse, 1708.
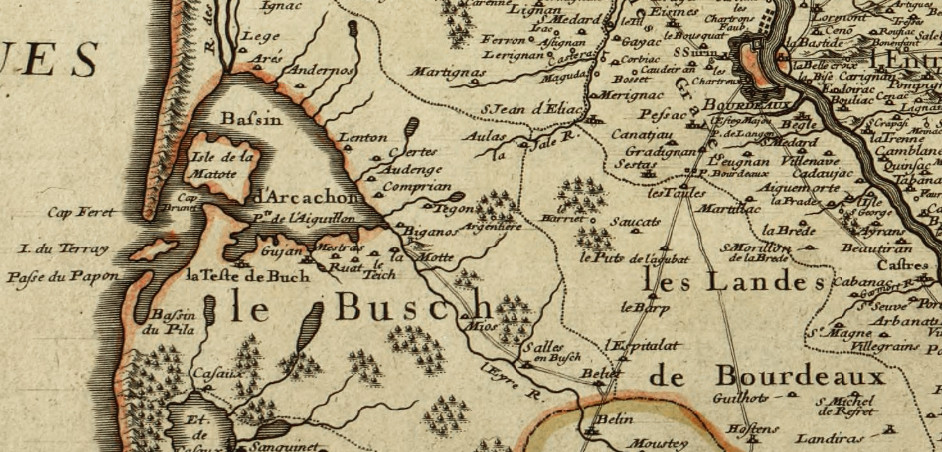
Le Busch sur la carte de Delisle, 1714.
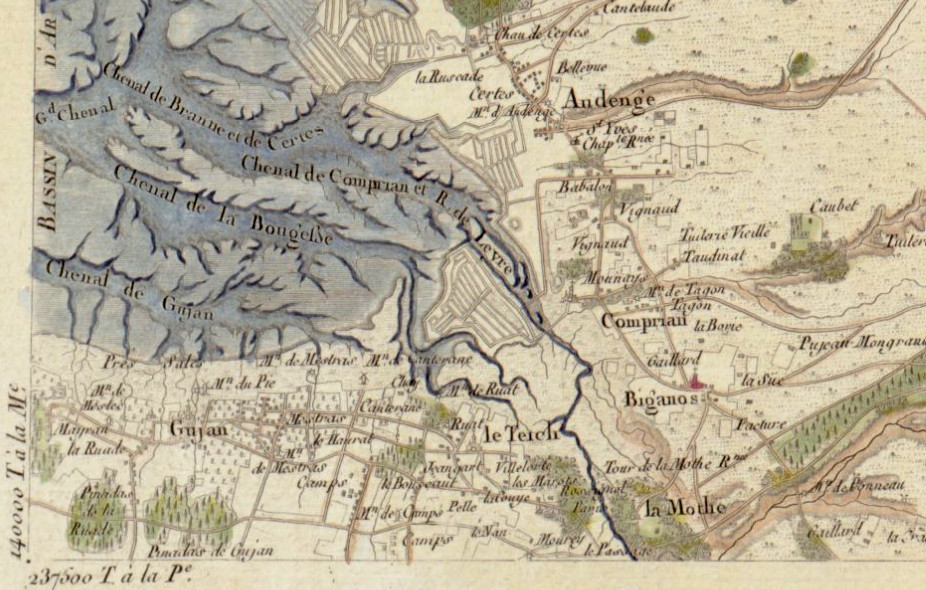
La Mothe sur la carte de Cassini, 1756.

## Paysages

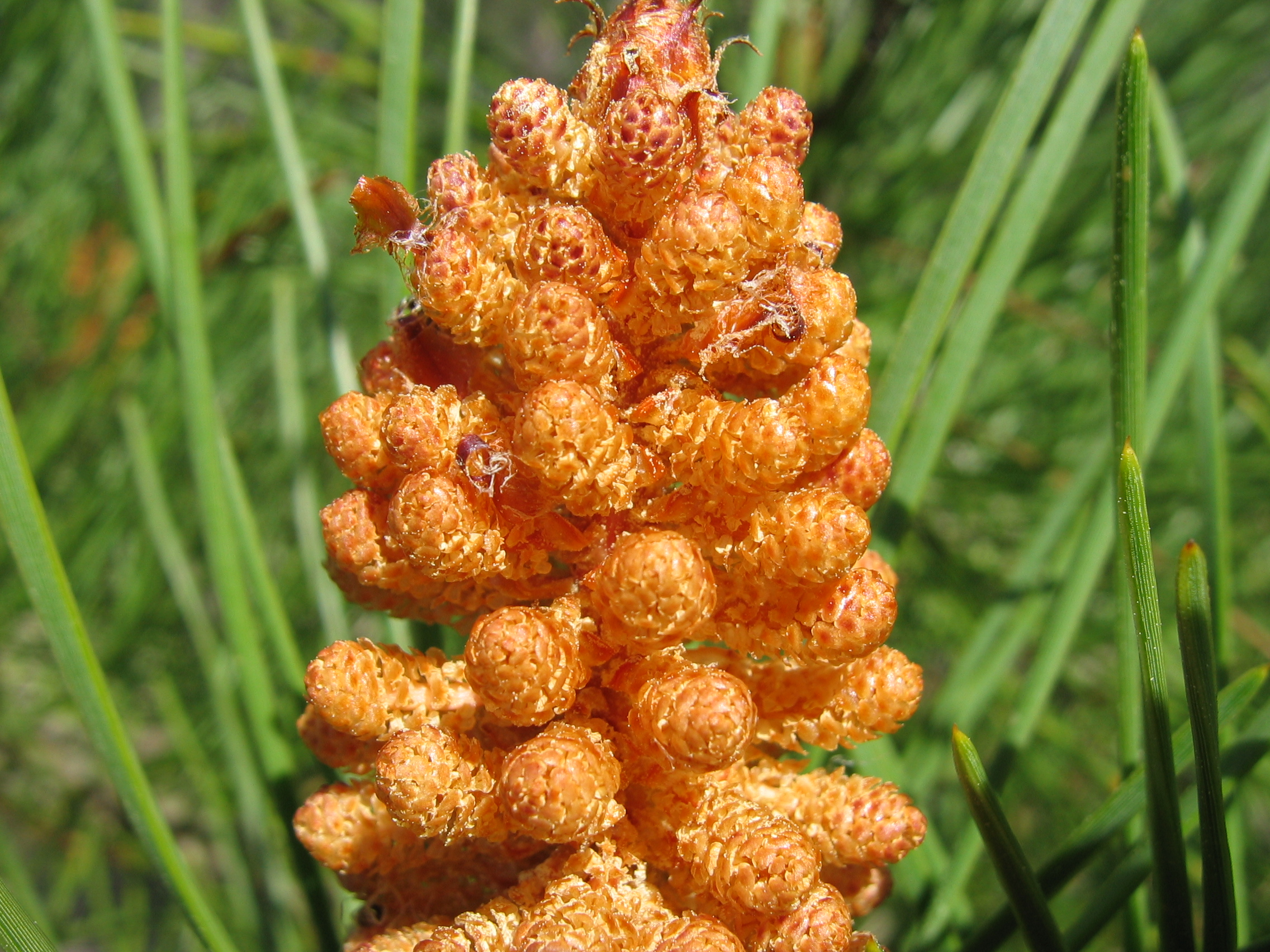
Fleur du pin maritime : l'arbre emblématique de la forêt des Landes.

Le pays de Buch faisant partie de la grande forêt des Landes, le paysage se compose principalement de pins maritimes. La majeure partie de ces pins a été plantée à la fin du XIXe siècle, mise à part la forêt usagère de La Teste-de-Buch qui est naturelle. Dans les zones humides et à proximité des cours d’eau, comme sur les bords de la Leyre, on entre dans une forêt où les pins laissent place à une végétation luxuriante : la forêt galerie qui forme une voûte végétale composée de feuillus au-dessus de l’eau.
Les terres à proximité de l'océan ont un relief marqué par des dunes modernes, fixées en partie par l'homme à la fin du XIXe siècle. En s'enfonçant vers l'intérieur des terres, des dunes anciennes orientées du nord vers le sud sont recouvertes par la forêt et se suivent sur une dizaine de kilomètres d'ouest en est. Passé ce cordon dunaire, on entre dans la plaine sableuse des Landes.
Le bassin d'Arcachon, véritable brèche dans la plaine forestière, offre une grande diversité de paysages, des prés salés au banc d'Arguin en passant par la dune du Pilat et l'île aux Oiseaux. Le bassin d'Arcachon constitue l'embouchure de la Leyre, et draine les eaux douces de la lande.

## Particularités

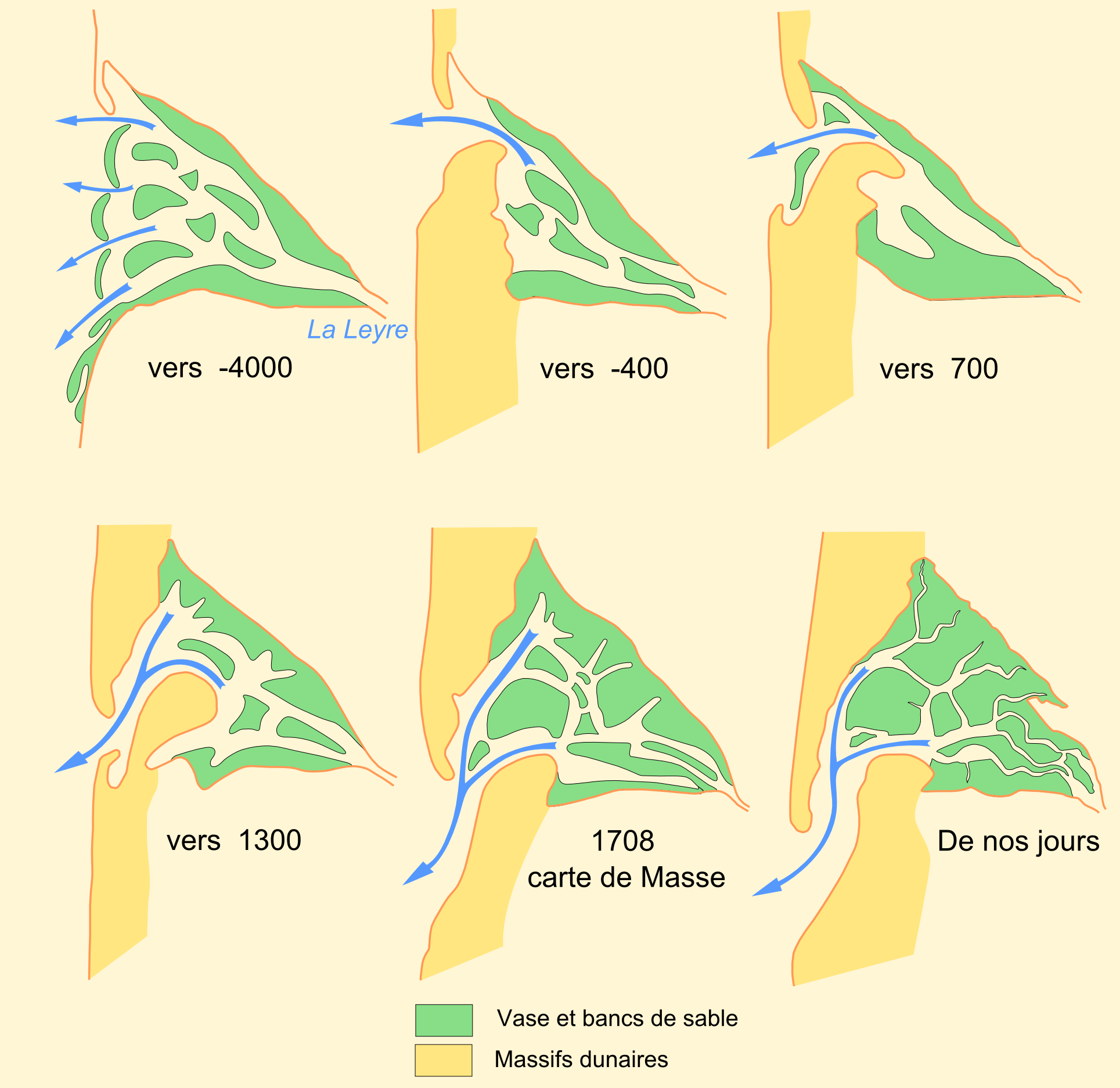
Schéma expliquant la formation du bassin d'Arcachon.

La particularité du pays de Buch par rapport aux autres pays landais est que son histoire et son héritage culturel sont tournés non seulement vers la forêt landaise, mais aussi vers ce que l'on appelait autrefois « la petite mer de Buch » : le bassin d'Arcachon. 
Contrairement aux grands lacs landais (Hourtin, Lacanau, Cazaux et Parentis) il est largement ouvert sur le golfe de Gascogne, interrompant la continuité du cordon dunaire de la côte Aquitaine. La marée fait pénétrer des masses d'eau considérables quotidiennement. Le bassin est partiellement isolé de l'Océan par un cordon dunaire formé par la presqu'île du Cap-Ferret. Sur l'autre rive on trouve la dune du Pilat et le banc d'Arguin (classé réserve naturelle). Des passes permettent la circulation de l'eau entre le bassin et l'Océan, certaines d'entre elles étant navigables.
Cette ouverture sur le golfe de Gascogne a déterminé une culture bien spécifique au pays de Buch, où se mélangent les bergers et résiniers des Landes de Gascogne avec les marins et les pêcheurs du Bassin.
Le micro-particularisme du pays de Buch se ressent aussi dans l’architecture, qui diffère sur le bassin du reste des Landes de Gascogne, Arcachon en est un bon exemple.
L'Ancien Régime est fortement marqué par l'emprise féodale : un des seigneurs du pays de Buch s’appelait le captal de Buch, un titre unique en France, et ses terres constituaient le captalat de Buch dont La Teste-de-Buch est la capitale. Le pays de Buch s’inscrit au cœur de la plus grande forêt d’Europe, couvrant plus d’un million d’hectares répartis en Gironde, dans les Landes et en Lot-et-Garonne.

## Lieux touristiques
- Le bassin d'Arcachon, où se rendent chaque année de nombreux touristes durant les vacances d'été. On peut y pratiquer notamment la pêche et des sports nautiques. Il accueille par ailleurs tout au long de l'année des activités d'ostréiculture et héberge de nombreuses espèces d'oiseaux.
- Le delta de la Leyre et le parc ornithologique du Teich
- Le Cap-Ferret
- Les ports ostréicoles à Gujan-Mestras et sur la presqu'île du Cap-Ferret
- La dune du Pilat
- Arcachon
- Andernos-les-Bains
- L'île aux Oiseaux et ses cabanes tchanquées
- Le parc naturel régional des Landes de Gascogne

## Photos

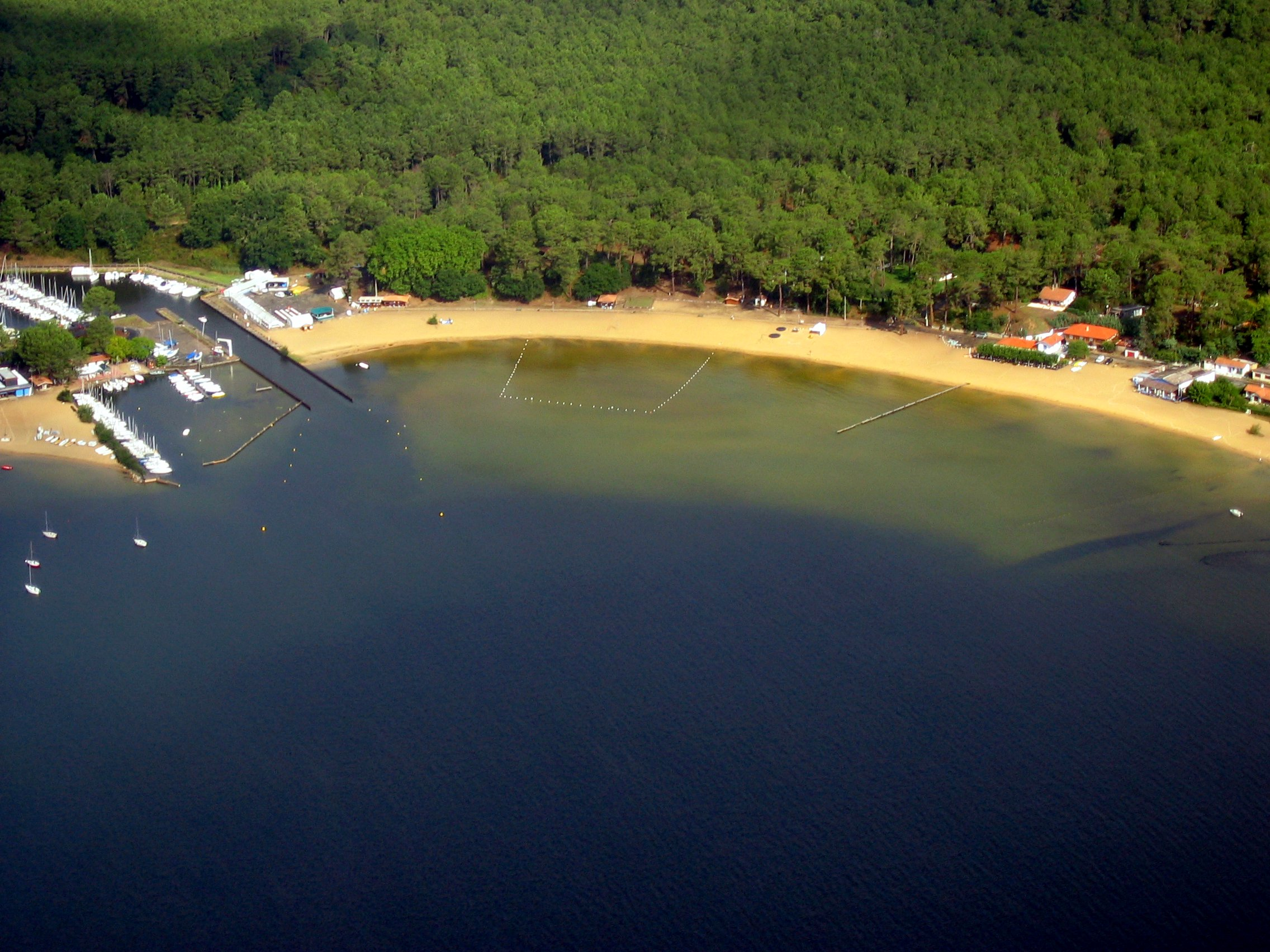
Plage de Cazaux.
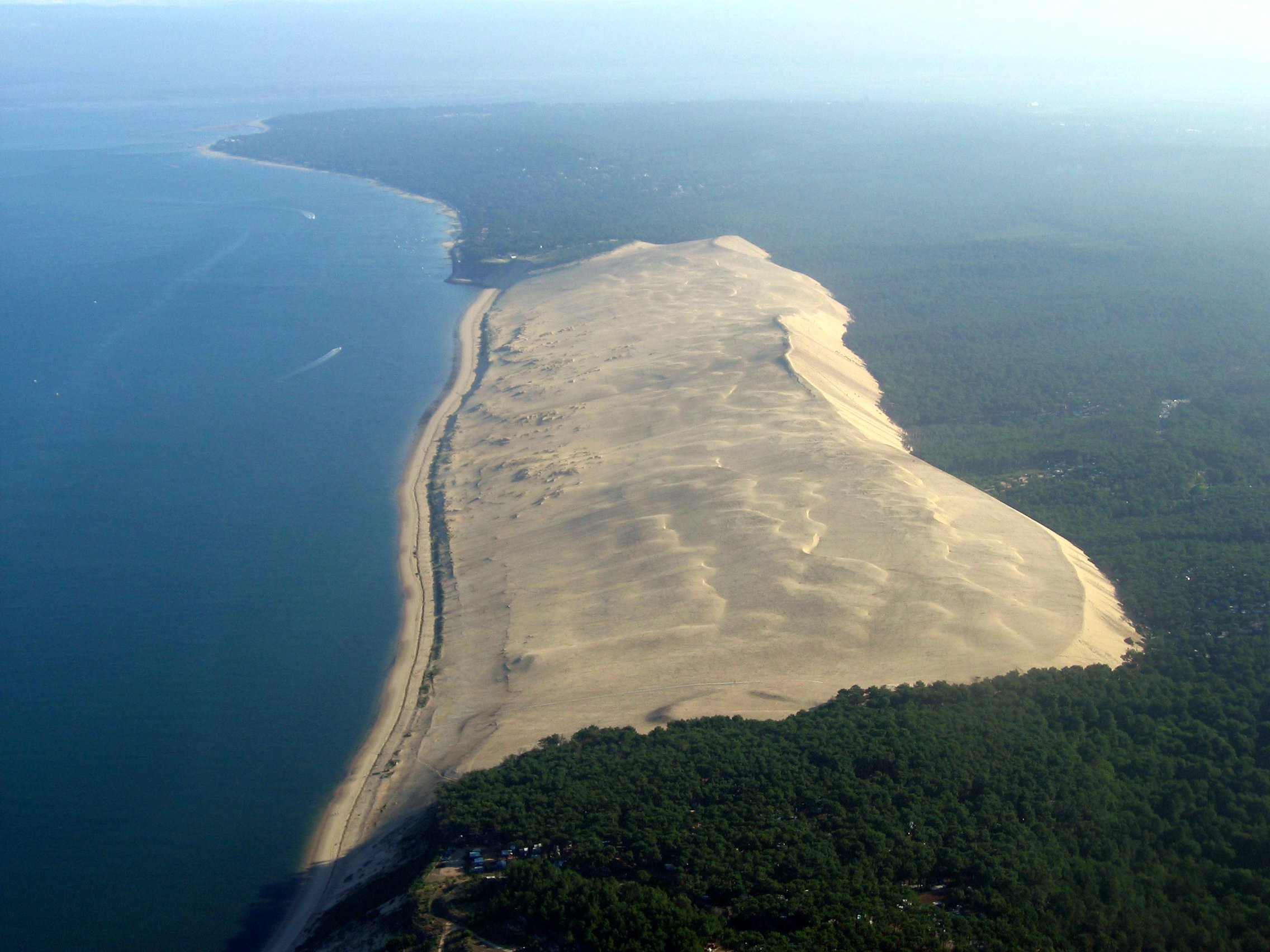
La dune du Pilat.
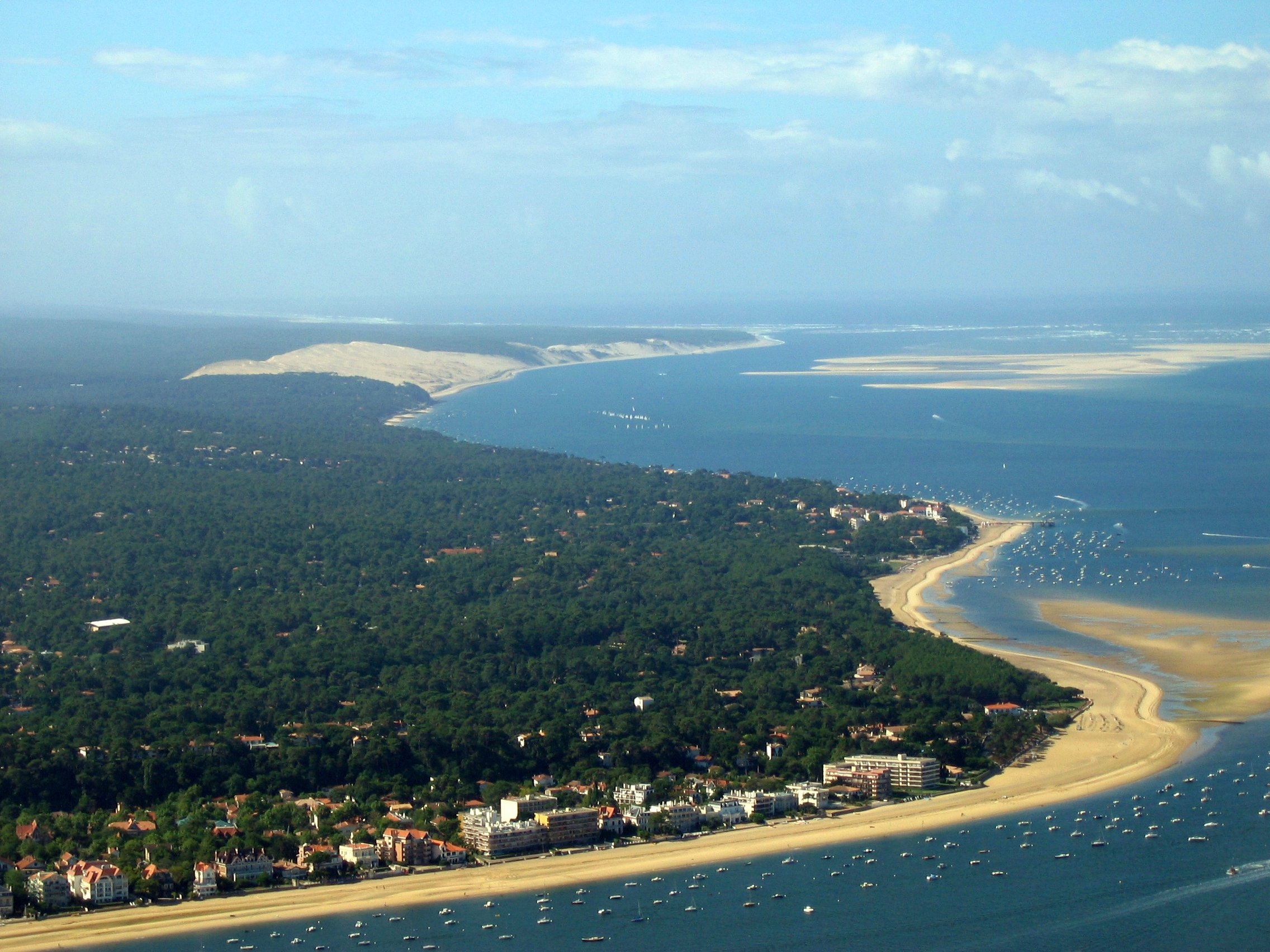
Vue d'Arcachon et de la dune du Pilat.
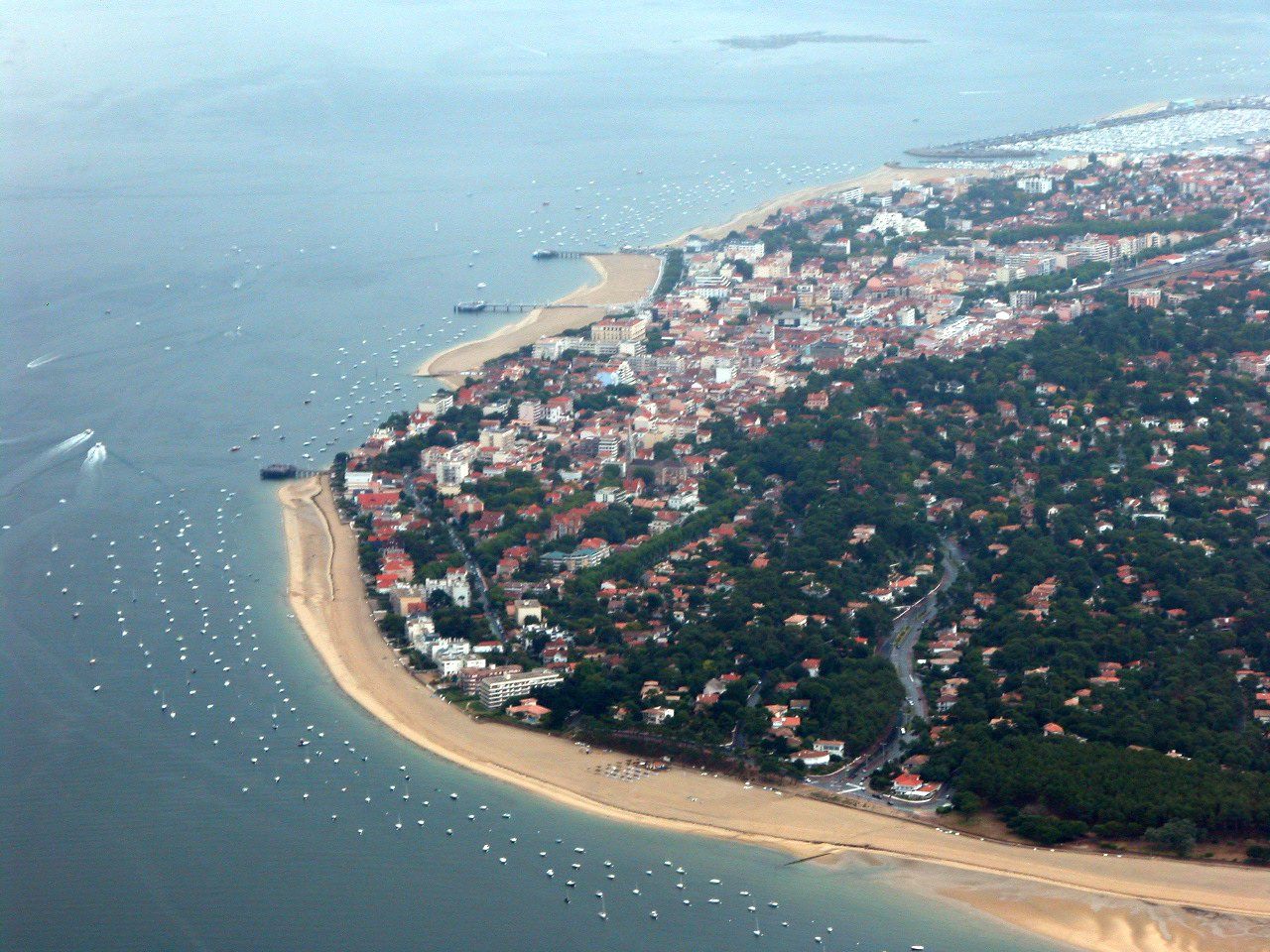
Centre-ville d'Arcachon.
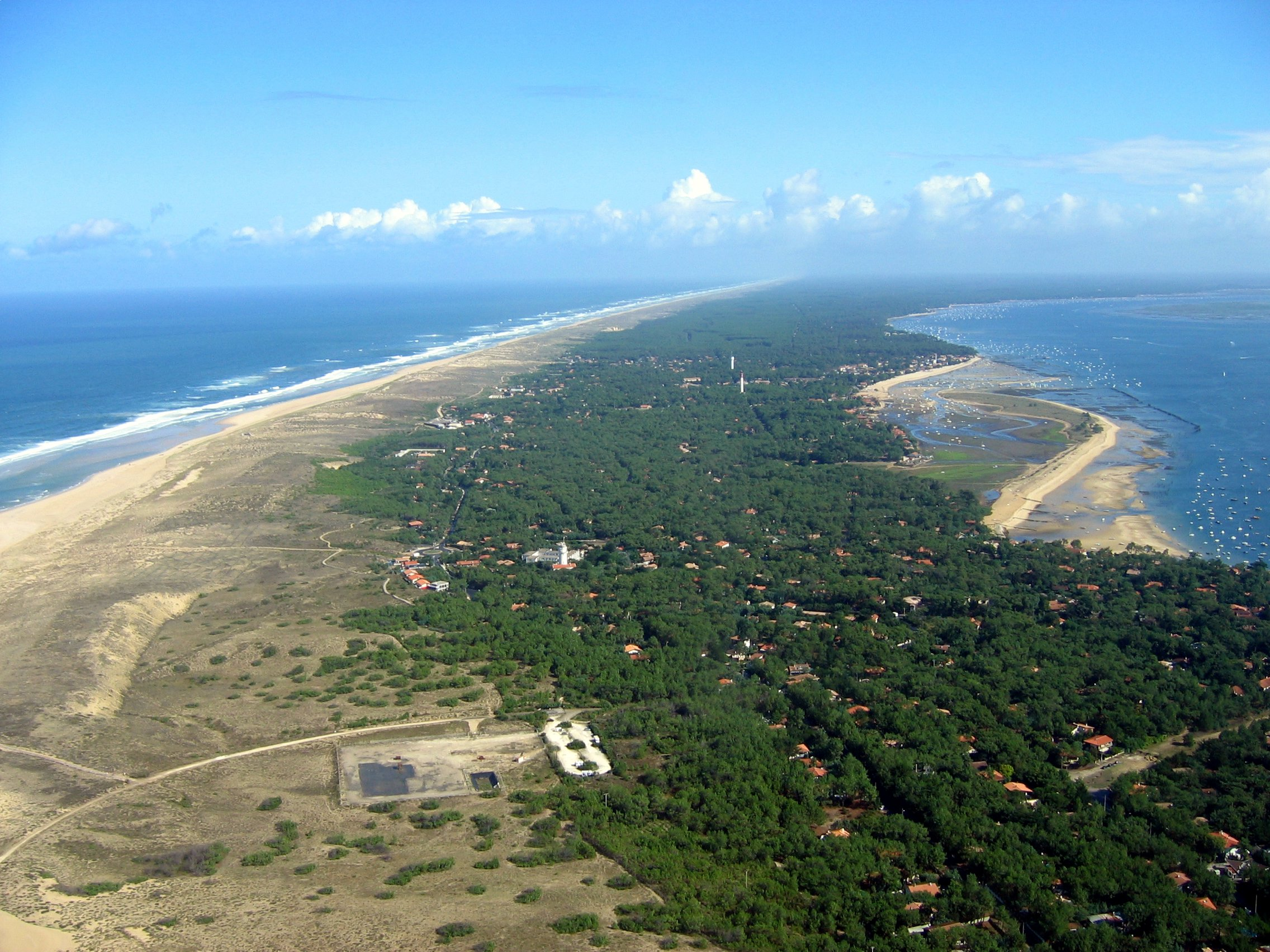
Vue du Cap-Ferret.
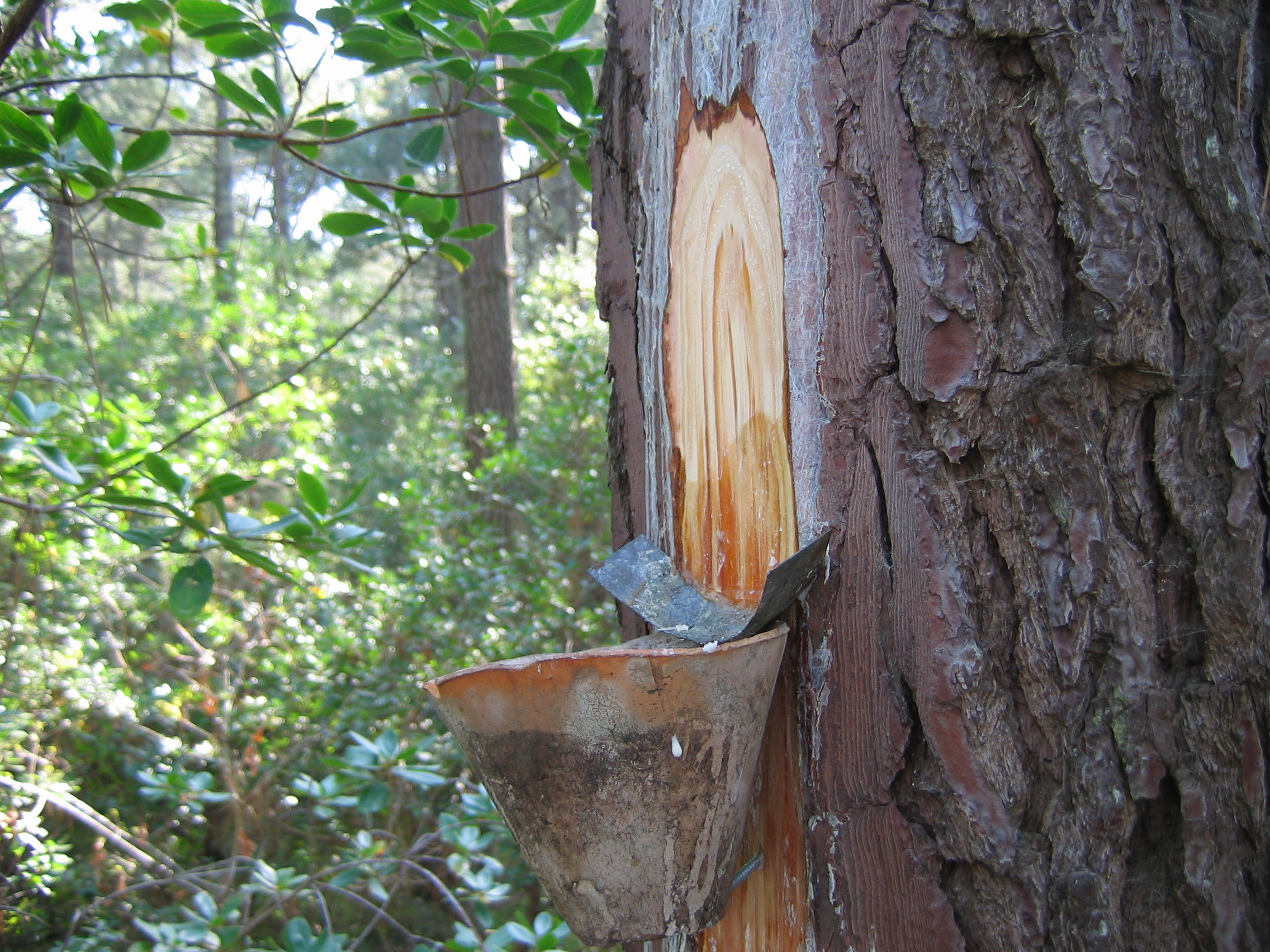
Pin gemmé, voir gemmage.
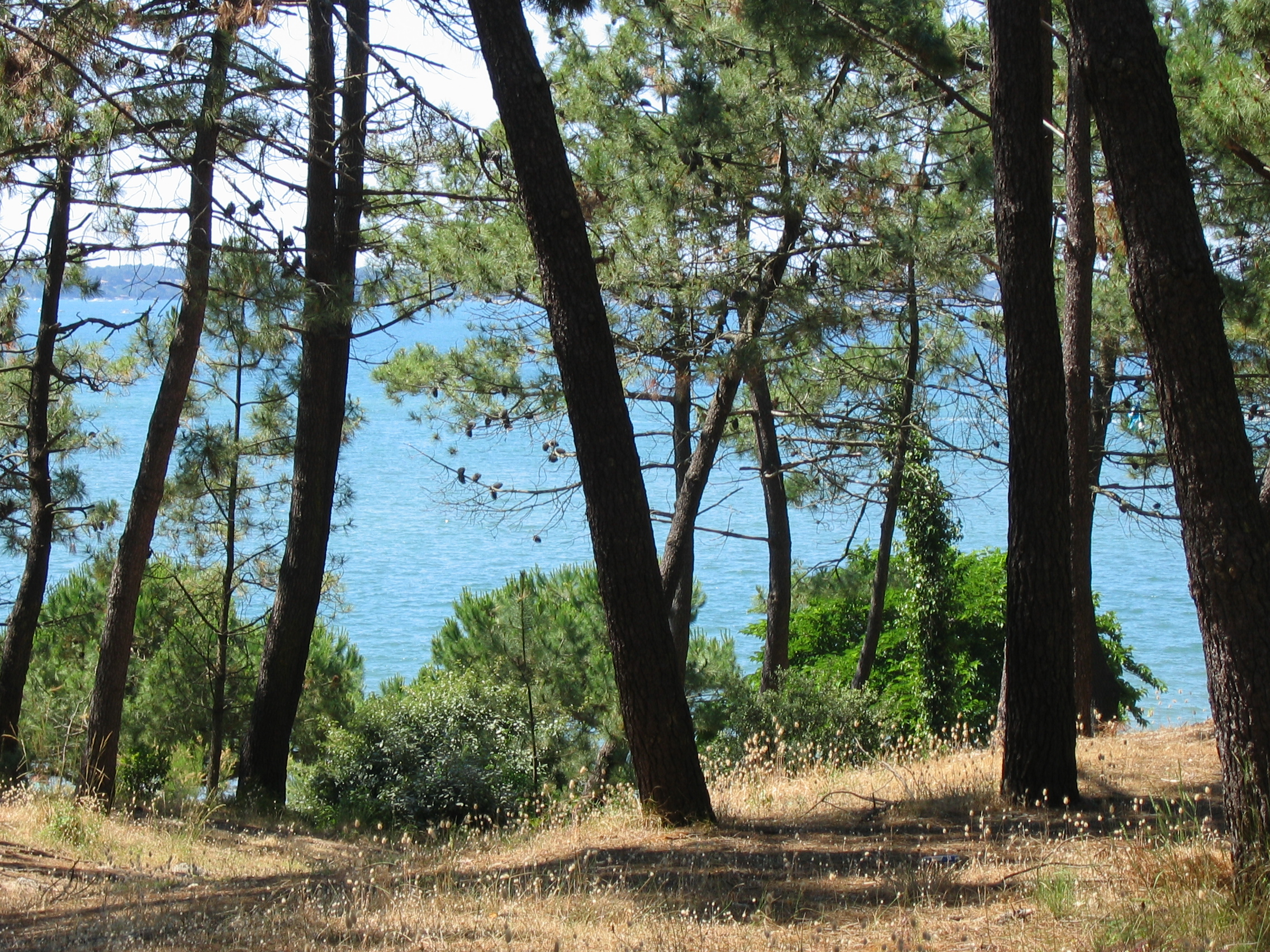
Plage Pereire.
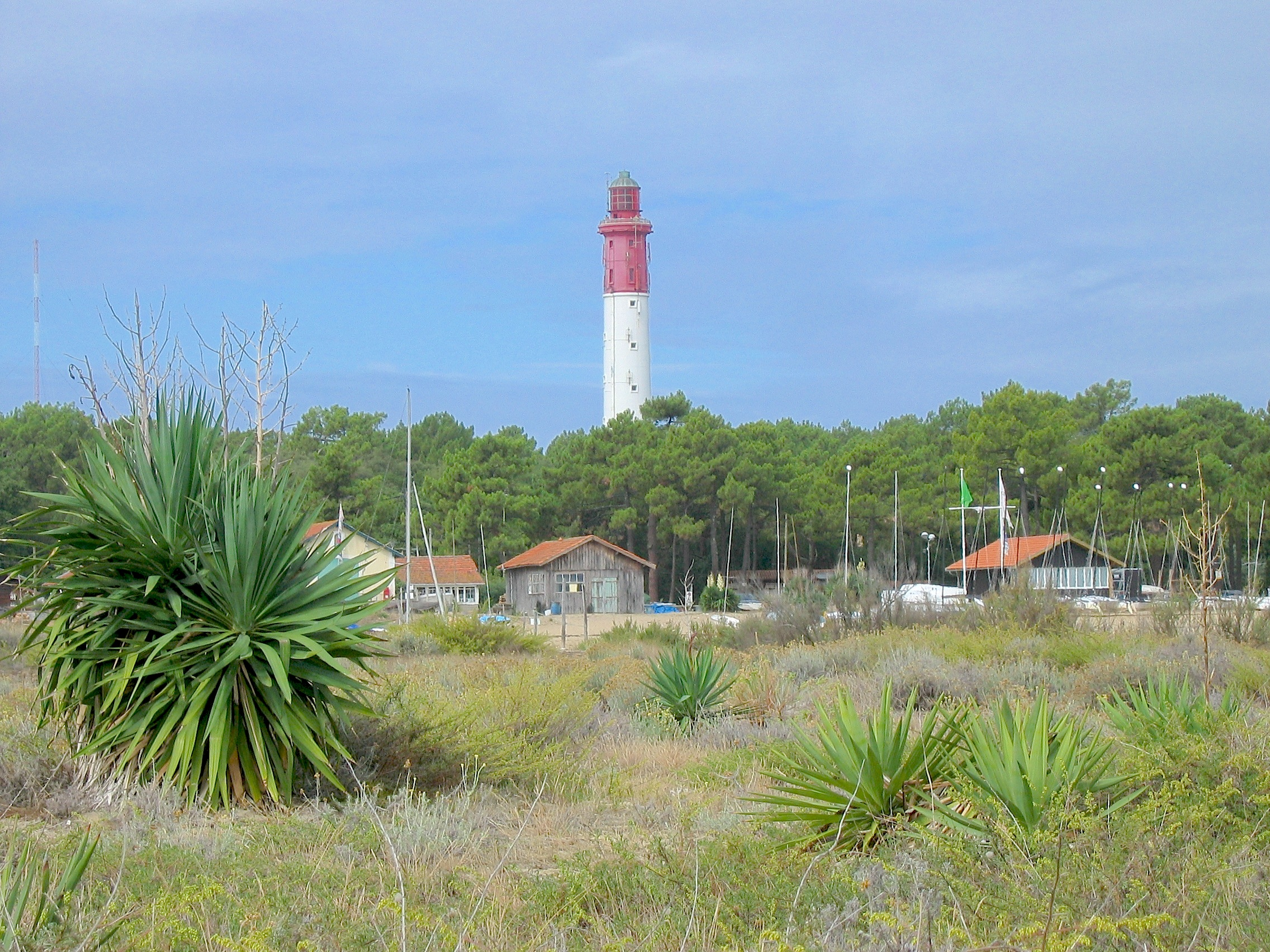
Phare du Cap-Ferret.

## Économie locale
L'économie de la région est aujourd'hui essentiellement basée sur le tourisme lié aux activités balnéaires, mais également sur l'ostréiculture, l'industrie papetière et la recherche (le CEA est présent sur la commune du Barp, on y construit le Laser Mégajoule).
On distinguait autrefois deux catégories de personnes qui rythmaient la vie économique locale : les pêcheurs et les résiniers (qui pratiquaient le gemmage), dont on a souvent peint des portraits antagonistes.

## Langues parlées
- français standard et français régional
- occitan gascon : langue vernaculaire

## Toponymie
Le pays de Buch est documenté sous les formes anciennes Civitas Boiatium au IVe siècle; Civitas Boiorum vers 400; Bogium, Bogeium en 1239; en Gailhard de la Mota de Bugh (1289, comprendre « Sieur Gaillard de la Mothe de Buch »).
L'élément Buch provient du nom du peuple qui vivait dans cette région dès le VIIIe siècle av. J.-C. : les Boïates. Leur capitale s'appelait Boios ou Boii d'où le nom du pays Pagus Boium (« pays des Boii »), donnant finalement lo País de Bug en gascon. La consonne terminale était vraisemblablement la palatale notée -th ou -g, héritière ici du jod latin.
Seule La Teste a gardé le qualificatif « de Buch » dans son toponyme, mais autrefois, lorsque l’on se rendait en pays de Buch par le Nord (venant des Landes médocaines), on traversait lo Pòrge de Bug (le Porge en Buch). Il en était de même pour « Salles en Buch » et « La Mothe en Buch ».

## Histoire
Les premières traces de peuplement dans le pays de Buch, se situent aux environs du VIIIe siècle av. J.-C. C’est près du hameau de Lamothe, dans le delta de la Leyre, que les Boïates (peuple aquitain) ont établi leur village, nommé Boïos, sur un axe de communication qui menait vers l’Espagne. Ils pratiquaient la pêche, cultivaient la terre et possédaient des troupeaux sauvages, ce qui leur permettait de subsister.
Le chef des Boïens s'appelait le Captalis Boïorum, qui donnera par déformation du latin au gascon le nom de captal de Buch. Au Moyen Âge, les Captaux de Buch étaient des seigneurs régnant sur le Captalat : la partie Sud-Ouest du pays de Buch.
Un des plus célèbres Captaux de Buch, pendant la guerre de Cent Ans, était Jean III de Grailly au XIVe siècle, qui fut lieutenant d'Édouard de Woodstock, duc d'Aquitaine dit le « Prince Noir », puis promu connétable d'Aquitaine.
Au XVIe siècle, un commerce de la résine de pin extraite en forêt de La Teste se développe et quelques familles testerines font fortune, contrairement aux résiniers dont le niveau de vie stagnera. La Teste est alors un modeste port de la côte Aquitaine d'où part l'essentiel de la production

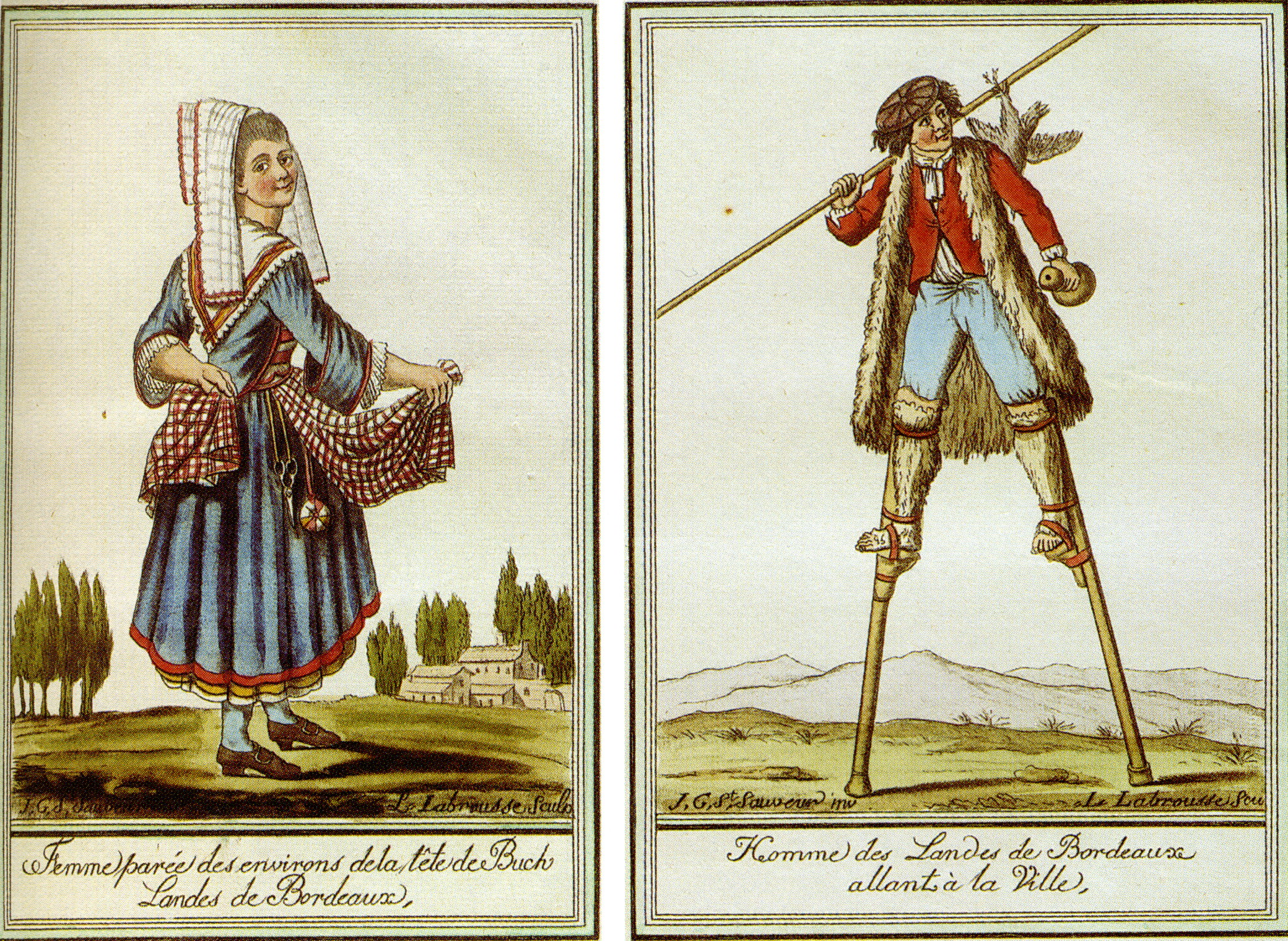
Deux types populaires en pays de Buch au XVIIIe siècle.

Au XVIIIe siècle, et depuis longtemps déjà, toute la côte landaise était menacée par les sables mobiles que le vent charriait quotidiennement, et en particulier le bourg de la Teste. Les premiers artisans de la fixation des dunes furent les captaux de Buch de la famille de Ruat. Le premier fut J. B. de Ruat en 1713, qui entreprit de planter quelques pins pour ralentir l’érosion éolienne, mais les semis furent brûlés au bout de quelques années. Son petit-fils, François de Ruat renouvela l’expérience là où les sables menaçaient, de 1782 à 1787 dans les environs du Moulleau. Mais l’argent fit rapidement défaut et le Captal ne put continuer seul cette entreprise. Aussi fut-il soulagé, quand un certain Brémontier, ingénieur bordelais des Ponts et Chaussées, vint à La Teste dans le but de réaliser un canal navigable du bassin à l’Adour ; ce qui nécessitait la fixation des sables mobiles. Brémontier se renseigna et prit connaissance des travaux du Captal. En 1786 il obtint les crédits suffisants pour continuer l’entreprise qui débuta avec l’accord du Captal en pays de Buch, la suite est connue. Toute la Gascogne landaise a été bouleversée par ces transformations (et notamment après la loi du 19 juin 1857 qui ordonnait aux communes de boiser leurs territoires).
Progressivement, des compagnies de spéculateurs voient en ces terres incultes et marécageuses des opportunités d'enrichissement, souvent de façon illusoire. De nombreux projets ont ainsi vu le jour pour tenter d'exploiter arachide, riz, tabac et mûriers dans la plaine de Cazaux, le tout desservi par un réseau d'irrigation. On projeta également de relier le bassin d'Arcachon à l'Adour, le canal de Cazaux est un vestige de ces travaux inachevés. En définitive, seul le pin maritime finit par tirer son épingle du jeu, réussissant seul à pousser sur ces terres incultes.
Au XIXe siècle, les habitants du pays de Buch vivaient essentiellement de l’exploitation de la forêt et de la pêche. Ce n’est qu’avec la construction de la ligne de chemin de fer Bordeaux – Arcachon que la région va connaître un véritable essor démographique et touristique. En 1840, Arcachon se réduit en effet à quelques cabanes de pêcheurs et de résiniers lorsque, à partir de cette époque, les premiers établissements de bains vont rapidement se construire, assurant la renommée de cette station balnéaire naissante. Sur la côte nord du bassin d'Arcachon, quelques villages se blottissent entre la forêt et le rivage. À partir de 1857, tout s’accélère : Arcachon est érigée en commune et dès 1862 les frères Pereire créent la ville d’hiver, qui révèle la vertu curative d’Arcachon. Ici, les senteurs de résine et d’océan soignent les malades de cette fin du XIXe siècle. Pendant ce temps, à La Teste, l’évolution est plus lente et les traditions ancestrales du pays de Buch se perpétuent à l’abri de l’engouement touristique : « La Teste n’est certes pas banale, c’est une ville landaise blottie au creux d’un alignement de dunes, une capitale féodale en pleine gestation. » (Une histoire du bassin). Léopold Javal banquier, ami des Pereire et agronome d’inspiration saint-simonienne, acquiert par adjudication en 1847 une vaste propriété de 690 hectares au nord-est du bassin à Andernos. Il l’agrandit, d’Audenge au Porge, jusqu’à 3 000 hectares en 1860. Il l’assainit, y plante des pins, en exploite la gemme et fait forer des puits pour l’alimentation en eau potable des communes sur lesquelles se trouvent ses terres. Ses travaux de mise en exploitation de ces landes incultes lui valent la rosette d’officier de la Légion d’Honneur en 1862. En 1851, il avait été élu conseiller général d'Audenge, mandat qu'il abandonnera en 1859 pour se consacrer à l’Yonne dont il est député depuis 1857. Après la chute du second empire, il vient prendre sa retraite dans son château d’Arès.
La ville d'Arcachon s'approprie une grande part de la notoriété de la région. À une époque où le pastoralisme disparaît dans la lande, on y organise des spectacles de danse sur échasse sous l'impulsion d'un certain Sylvain Dornon, soucieux de préserver le patrimoine culturel de son pays en pleine mutation. Les arènes d'Arcachon et de La Teste organisent de nombreuses courses landaises et attirent des amateurs venant même depuis Bordeaux et sa banlieue.
De nos jours, le territoire occupé par la commune de La Teste est l’un des plus grands de France (le huitième). La paroisse de Saint-Pierre-aux-liens de Cazaux a été intégrée à ladite commune à sa création lors de la Révolution. Actuellement, La Teste ne se résume pas à une seule, mais à trois entités géographiquement distinctes, qui en font sa richesse : le bourg, Cazaux et Pyla-sur-Mer d'urbanisation plus récente, au début du XXe siècle.
Avant qu’ils ne soient cédés en 1976 à la commune de Lège, donnant ainsi naissance à Lège-Cap-Ferret, les anciens petits villages de la péninsule du Cap-Ferret faisaient jusque-là partie de La Teste, depuis le temps des anciens Captaux.

### Le pays de Buch à la fin duXIXesiècle: bergers, résiniers et ostréiculteurs

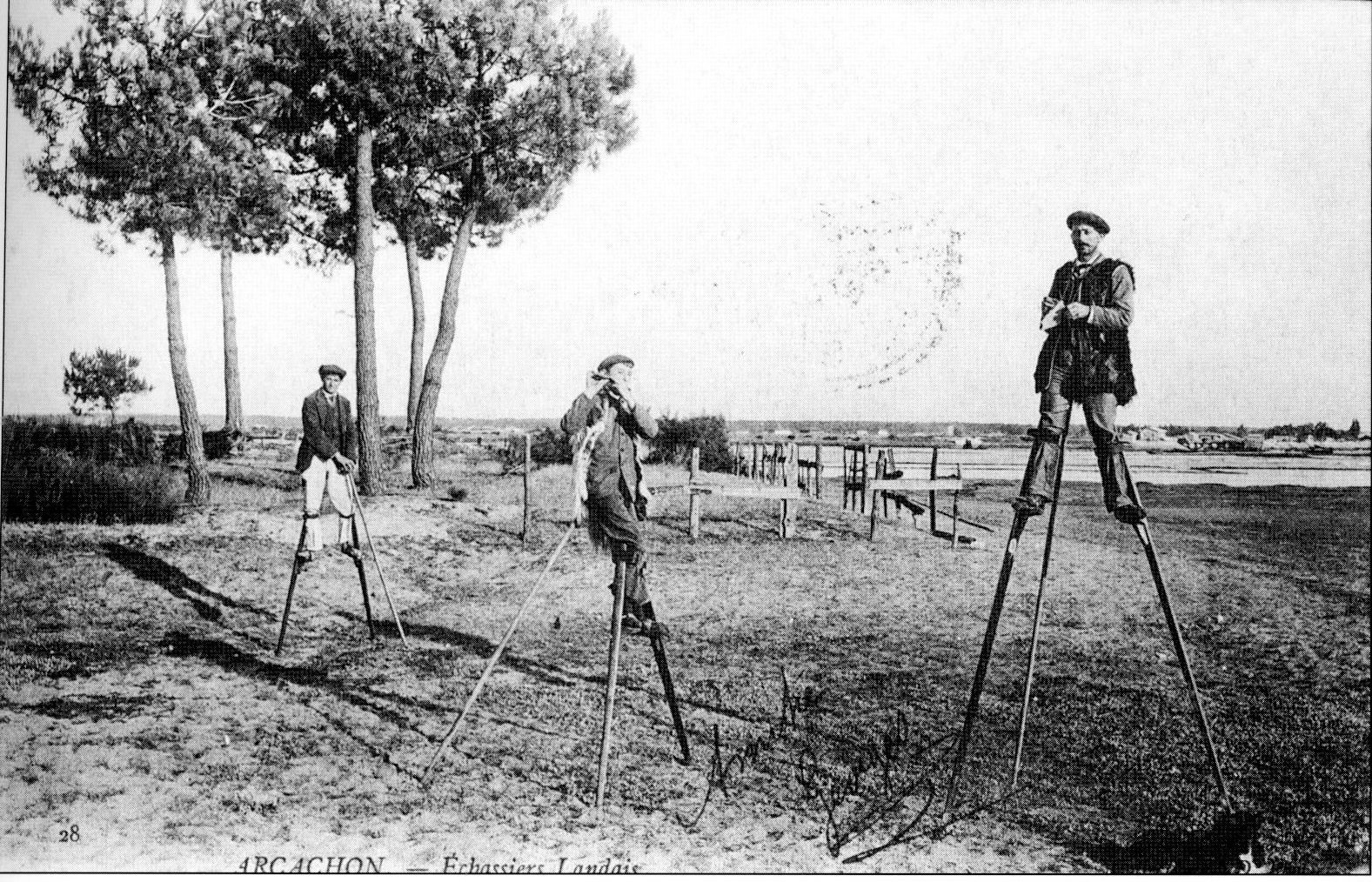
Bergers sur leurs échasses entre Jane de Boy et le Cousteau de la machine.
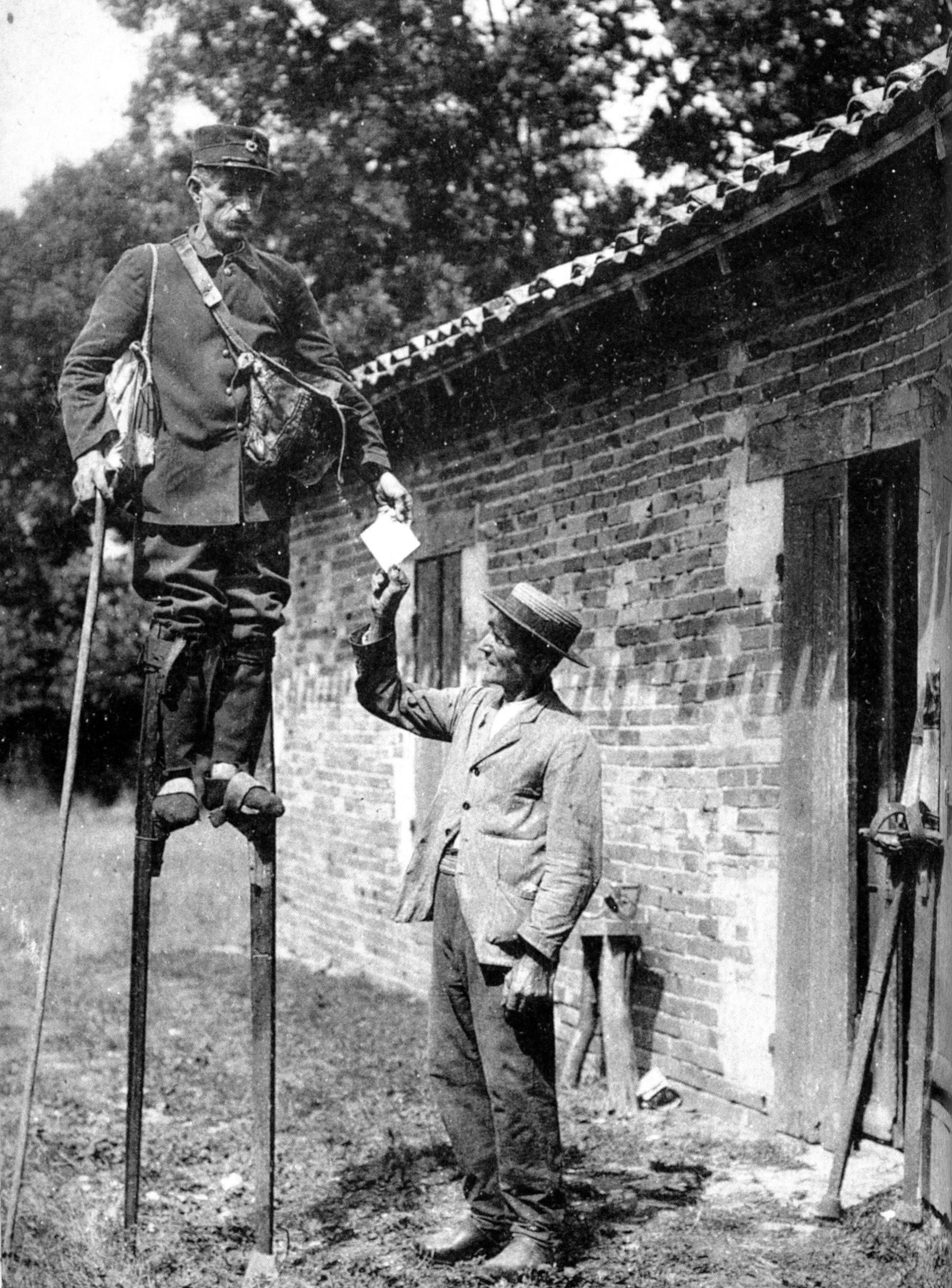
Distribution du courrier à Claouey.
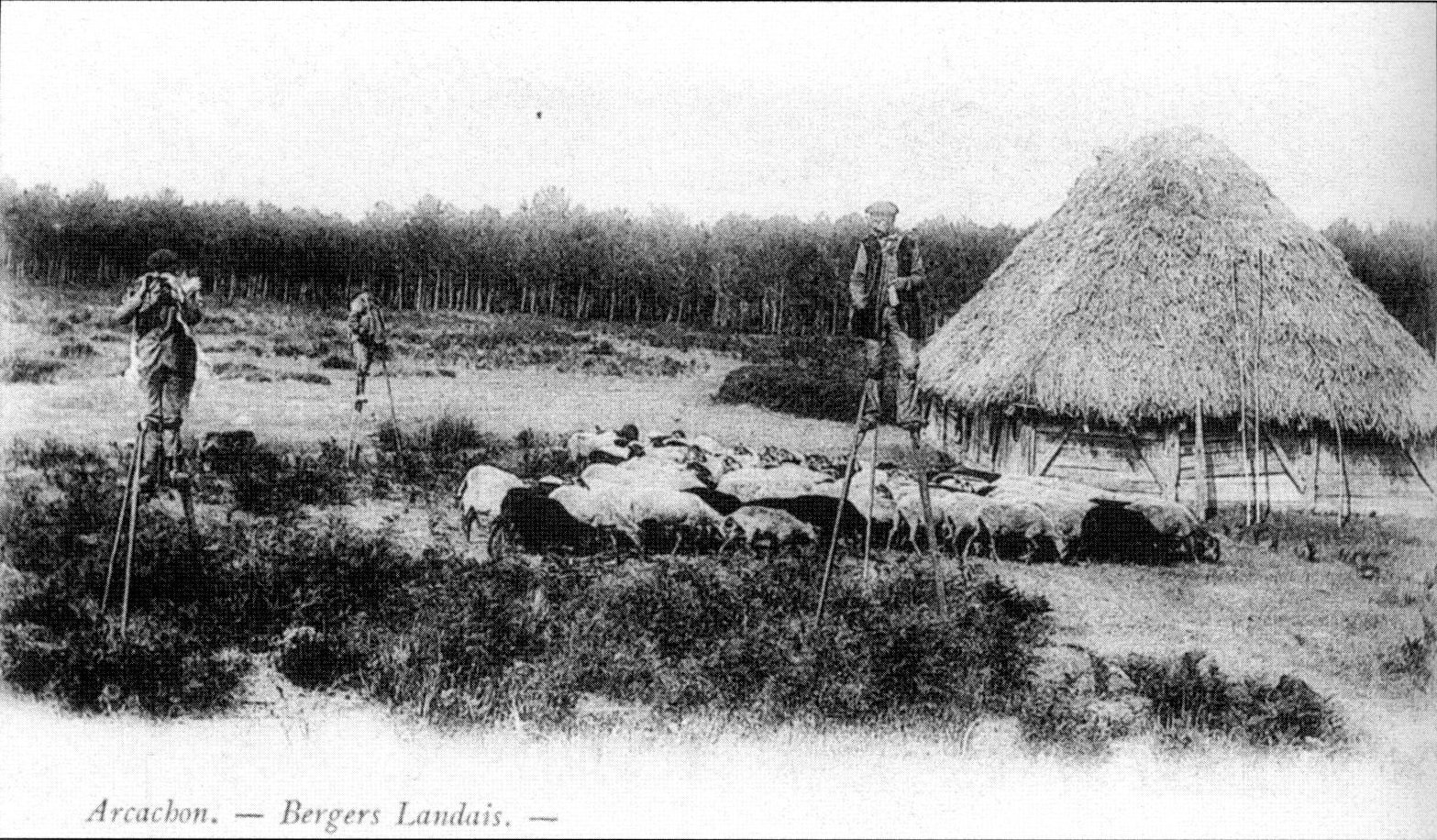
Bergers landais.
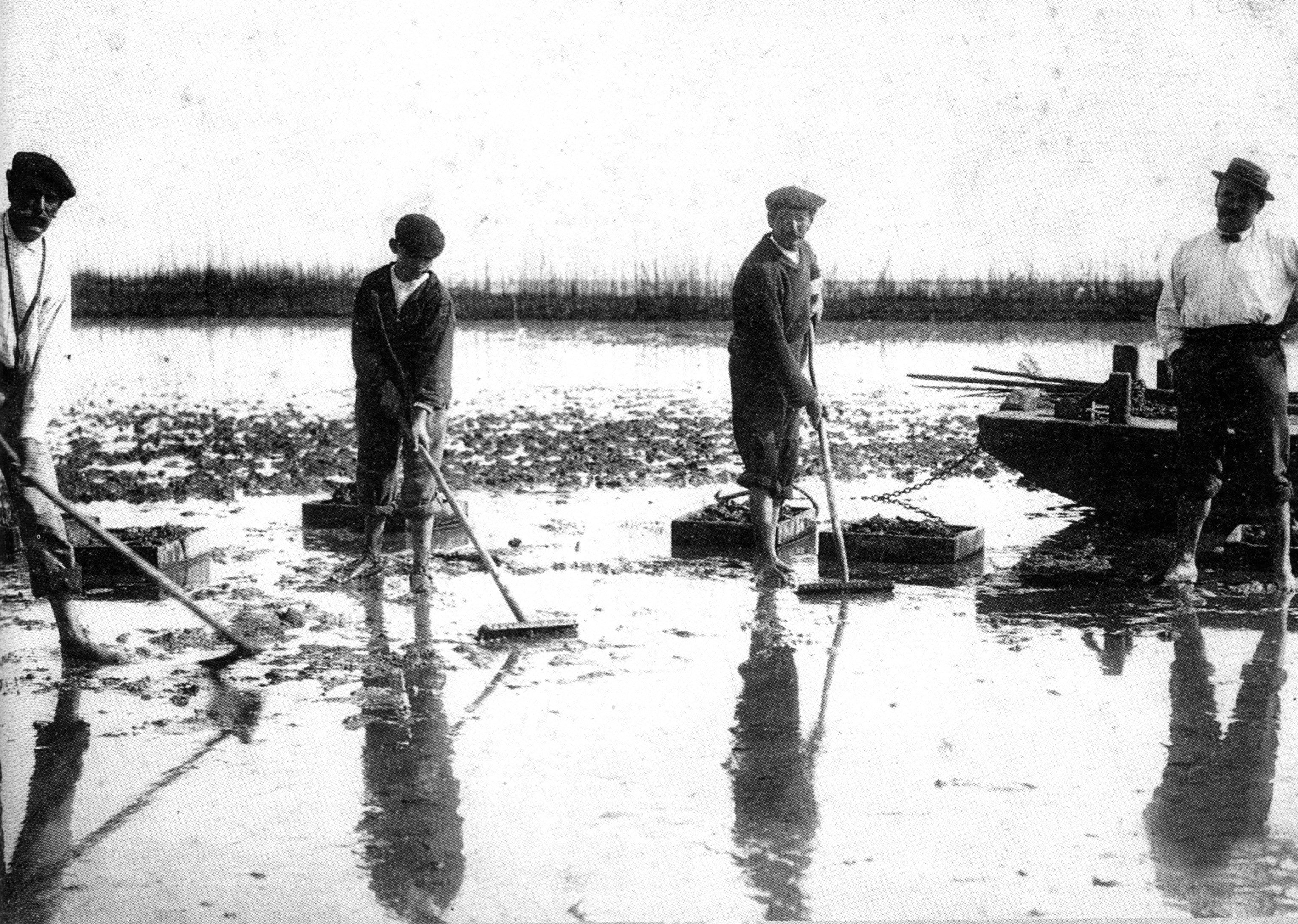
Les débuts de l'ostréiculture.
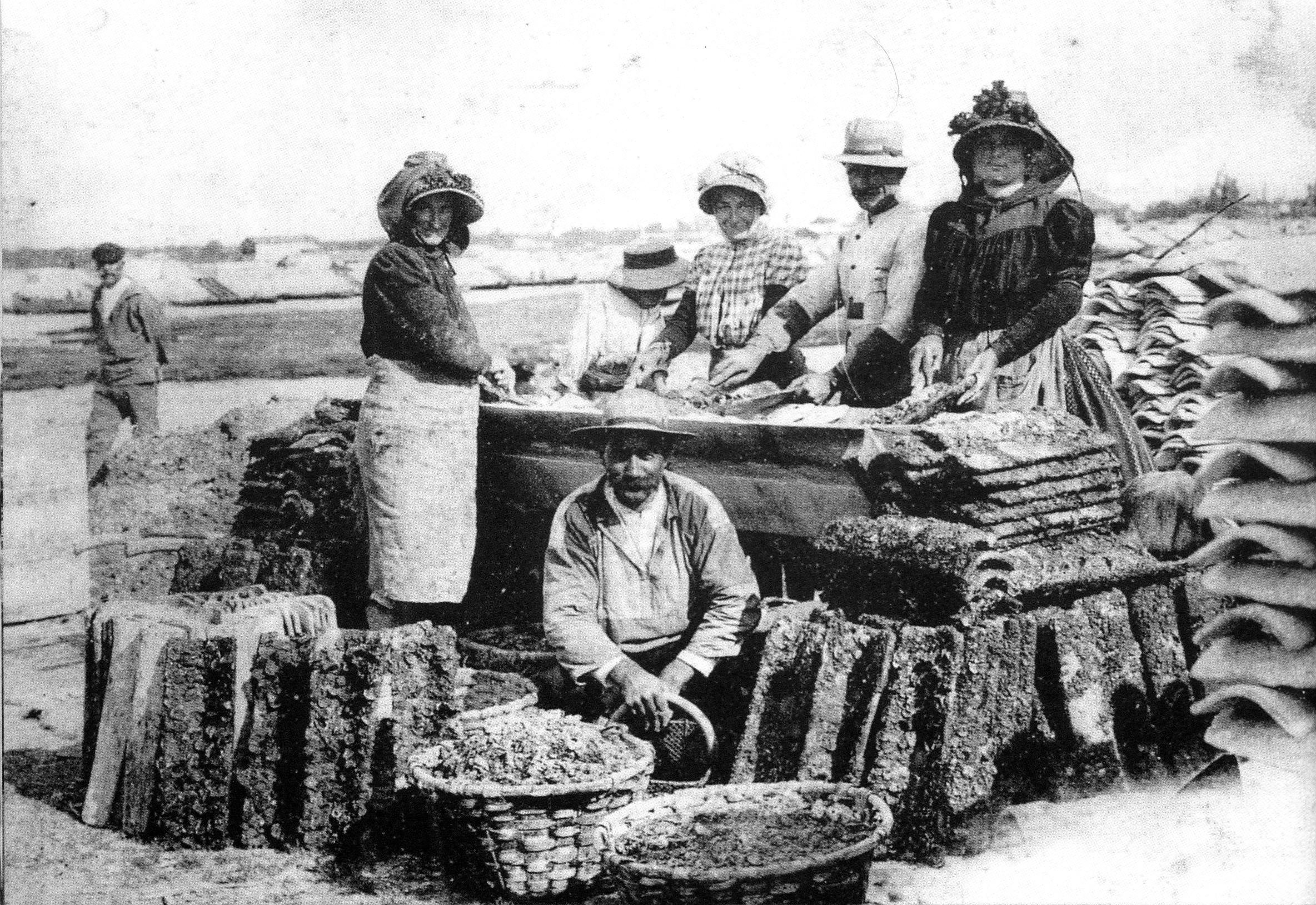
Le détroquage.
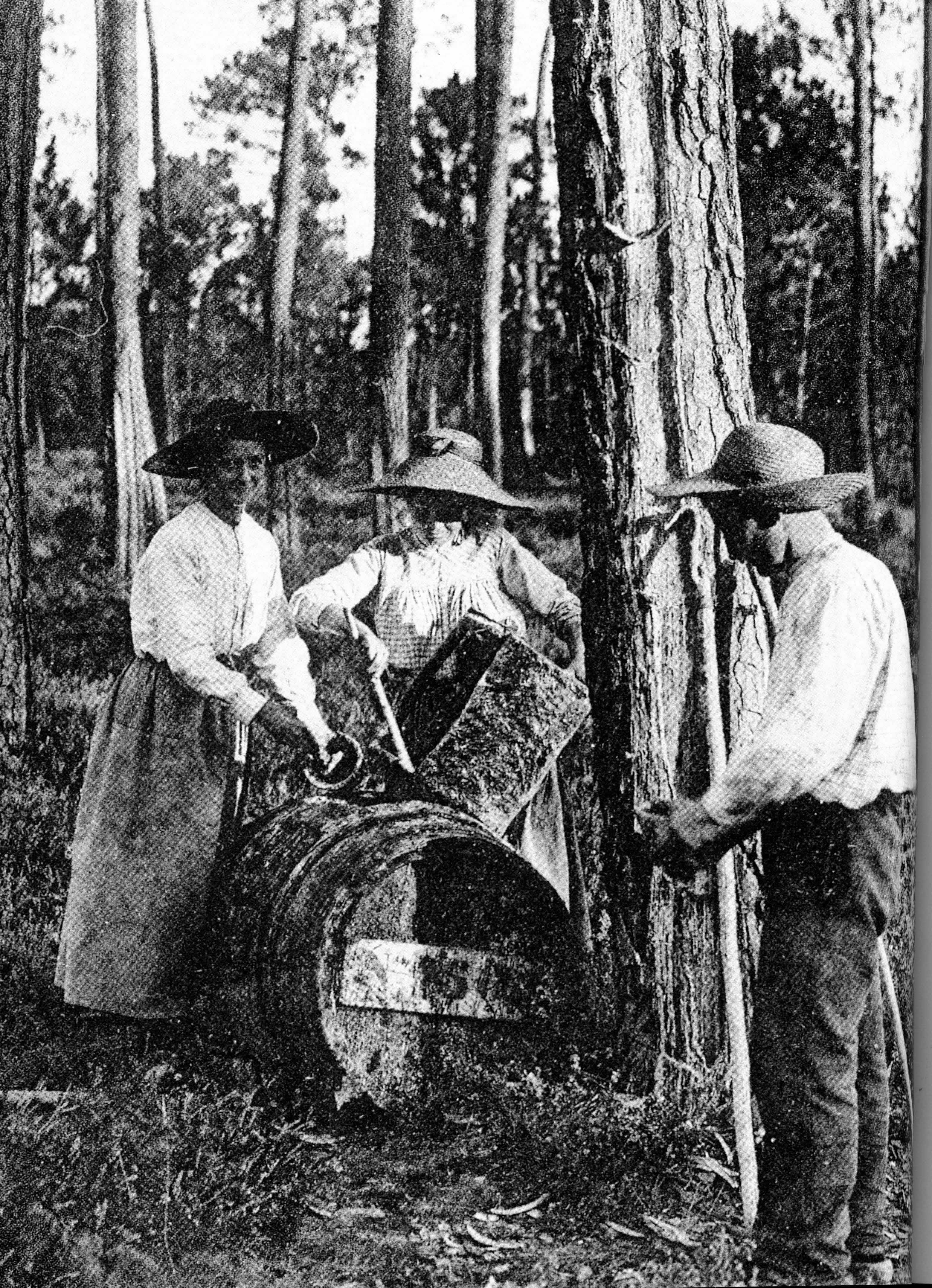
Le résinier et sa famille.
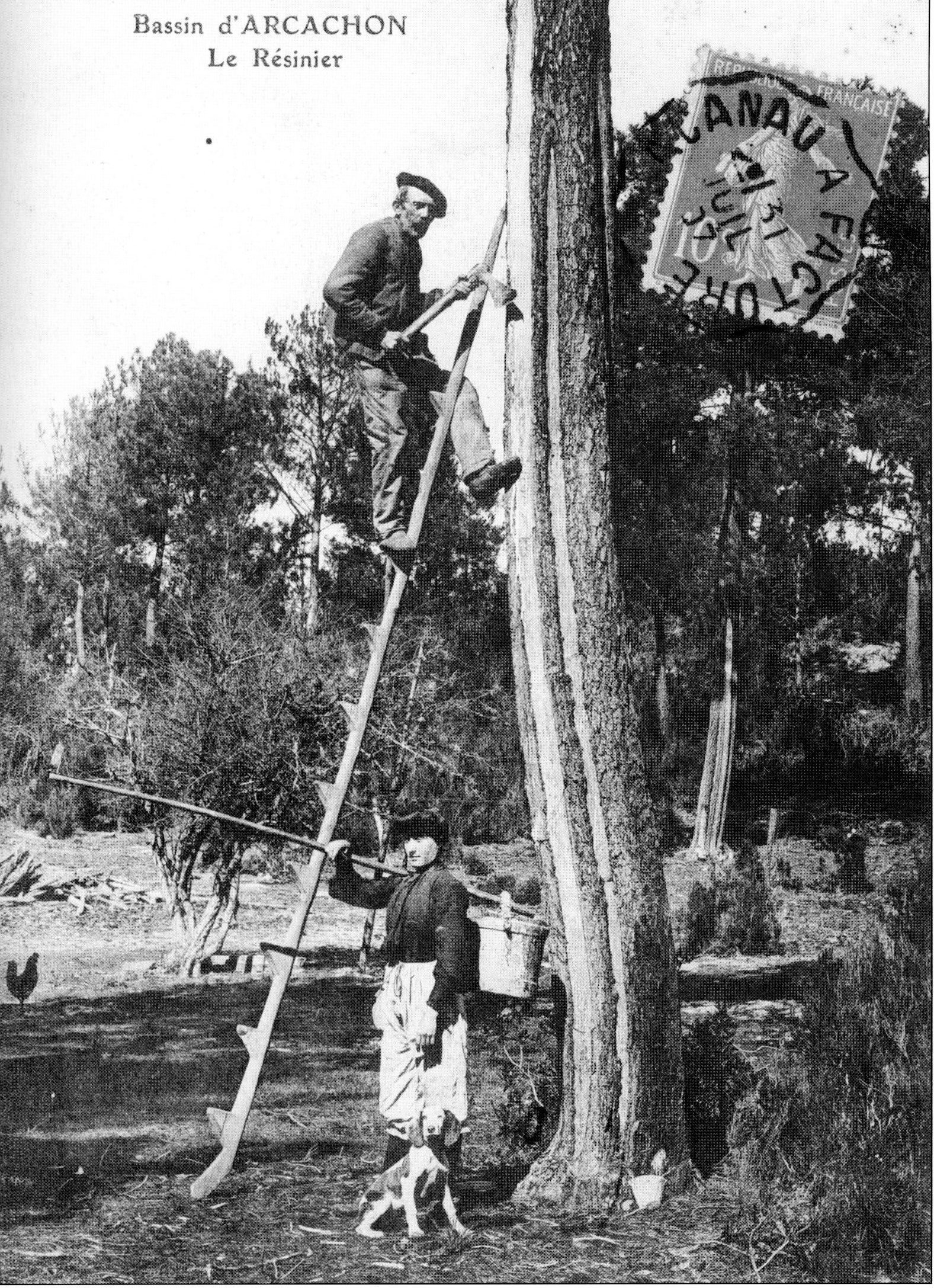
Un résinier sur son pitey.
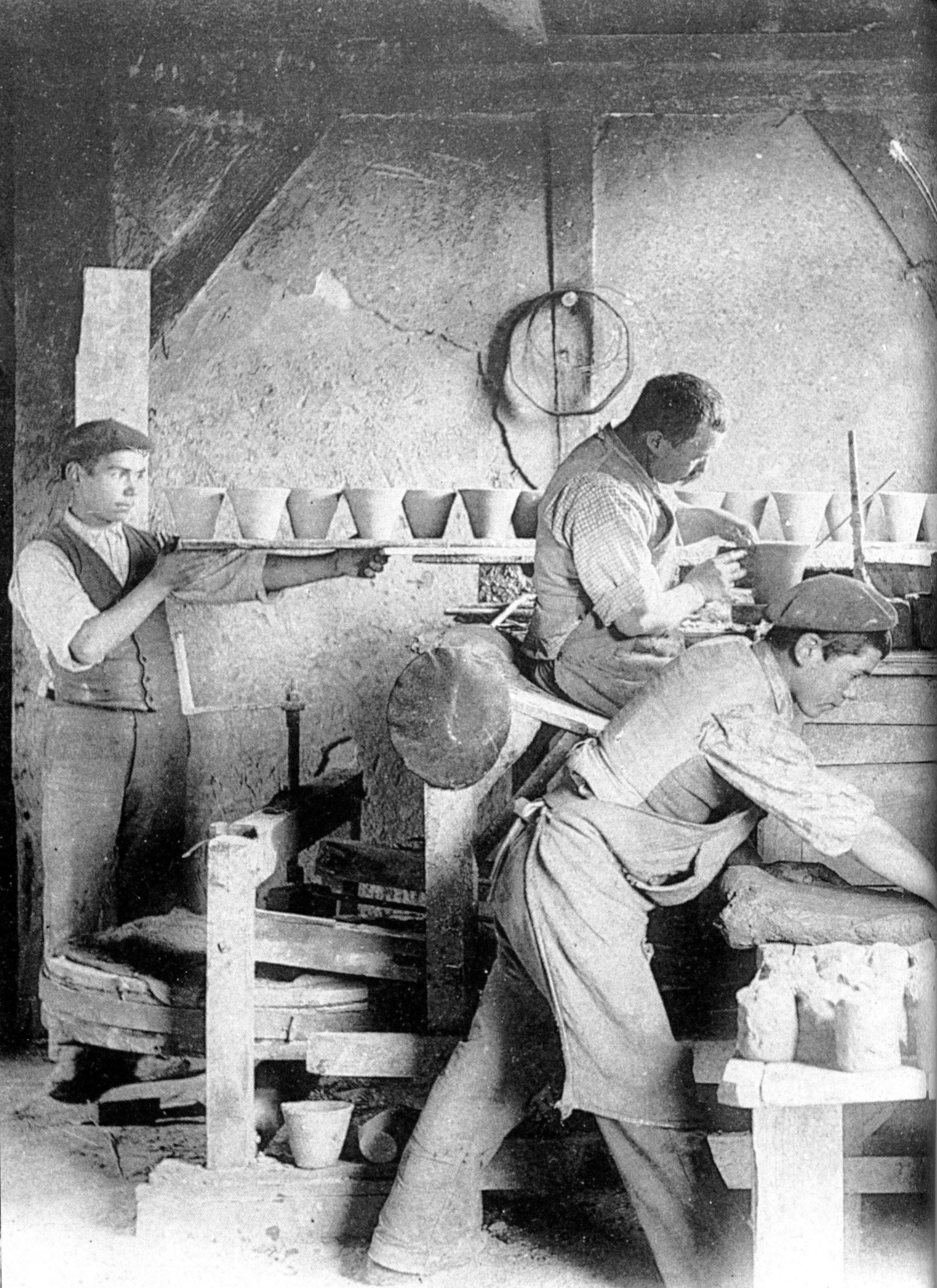
Fabrication des pots de résine.